# 大蔵省専売局長官官房
大蔵省専売局長官官房（おおくらしょうせんばいきょくちょうかんかんぼう）は、大蔵省専売局に置かれていた官房である。

## 概要
大蔵省専売局内の総合調整機能を有していた。1939年11月1日、管理課が煙草製造部から長官官房に移管され、2課体制となった。

## 組織

### 総務課
所掌
専売局分課規定（昭和14年7月5日）に所掌事務が規定されている。
```
（総務課の所掌事務）
一 
機密
に属すること。
二 職員に関すること。
三 
局印
及
官印
の管守に関すること。
四 文書の進達に関すること。
五 支部局の事務監督に関すること。
六 局法及法規の編纂に関すること。
七 文書の接受、発送、編纂及保存に関すること。
八 他部課の主管に属せさる事項に関すること。
```

### 管理課
所掌
専売局分課規定（昭和14年11月1日）に所掌事務が規定されている。
```
（管理課の所掌事務）
一 保健に関すること。
二 
共済組合
に関すること。
三 従業員の待遇及勤務条件に関すること。
四 従業員の教育及福利施設に関すること。
五 他部課の主管に属せざる労務調査に関すること。
```